# 佐藤章 (実業家)
佐藤 章（さとう あきら、1959年 - ）は、日本の実業家。東京都生まれ。早稲田大学法学部卒。2016年9月から湖池屋代表取締役社長。

## 来歴
1982年に早稲田大学法学部を卒業後、キリンビールに入社。1997年にキリンビバレッジ商品企画部に出向。2008年にキリンビールに戻り、九州統括本部長などを経て、2014年にキリンビバレッジ社長に就任。2016年にフレンテ（現：湖池屋）執行役員兼日清食品ホールディングス執行役員に転じ、同年9月より現職。

## 人物
1999年に発売された缶コーヒー「FIRE」を始めとして、「生茶」「聞茶」「アミノサプリ」など、年間1000万ケースを超える大ヒット商品の開発を多数主導した。これまで一番達成感を得た仕事として、湖池屋のブランディングと、それを具現化した「KOIKEYA PRIDE POTATO」の開発を挙げている。

## テレビ出演
- 日経スペシャル カンブリア宮殿 業界トップを追いかけない！ 新市場を切り拓く 新生・湖池屋の挑戦（2019年10月3日、テレビ東京）[3]